# Мурахівка
Мура́хівка (в минулому — Новосілка) — село в Україні, у Березнегуватській селищній громаді Баштанського району Миколаївської області. Населення становить 879 осіб.

## Історія
Мурахівка заснована в 1872 році переселенцями з сіл Заградовки, Мілового і Триднівки Херсонської губернії. Станом на 1886 рік в селі Калузької волості Херсонського повіту Херсонської губернії мешкало 611 осіб, налічувалось 87 дворів.
В 1889 була збудована церква Трьох Святителів. В 1962 зруйнована за допомогою вибухівки.
Під час німецької окупації Мурахівки у 1941—1943 рр. за опір окупантам нацисти стратили підпільників І. М. Омелянчука, Д. К. Терещенка, Д. І. Прохорова, К. Н. Демиденка, П. А. Наріжного та ін.